# Beinn Bhreagh
Beinn Bhreagh är ett berg i Kanada.   Det ligger i provinsen Nova Scotia, i den östra delen av landet, 1 200 km öster om huvudstaden Ottawa. Toppen på Beinn Bhreagh är 14 meter över havet.
Terrängen runt Beinn Bhreagh är platt. Havet är nära Beinn Bhreagh åt sydost. Trakten är glest befolkad. Närmaste större samhälle är Baddeck, 3,8 km väster om Beinn Bhreagh. 